# Engelenkapel

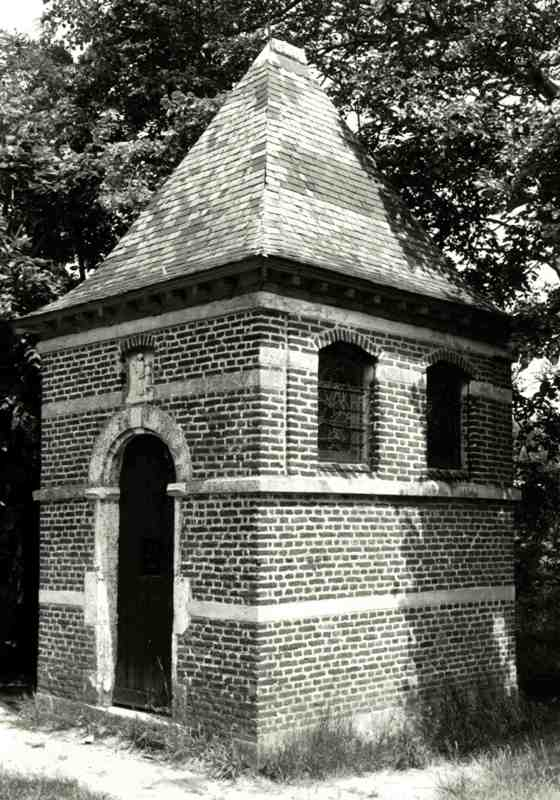
Engelenkapel

De Engelenkapel (ook: Kapel van de Heilige Engelbewaarder) is een kapel in de tot de Antwerpse gemeente Malle behorende plaats Westmalle, gelegen aan de Zoerselbaan.
De kapel werd opgericht in 1664, hersteld in 1866 en nog gerestaureerd in 1960.
Het is een vierkant bakstenen gebouwtje dat gedekt wordt door een tentdak. In de kapel bevindt zich een houten altaar en een altaarstuk van 1664, getiteld: Engel bevrijdt Sint-Petrus. Het glas-in-loodraam, voorstellende een Engelbewaarder met twee kinderen, is uit de 2e helft van de 19e eeuw.